# Saint-Barthélemy, Morbihan
Saint-Barthélemy (tiếng Breton: Bartelame) là một xã ở tỉnh Morbihan trong vùng Bretagne tây bắc Pháp. Xã này có diện tích 21,9 km², dân số năm 1999 là 1050 người. Khu vực này có độ cao từ 27-151 mét trên mực nước biển.
Cư dân của Saint-Barthélemy danh xưng trong tiếng Pháp là Bartholoméens.